# Vic Pires Franco
Victor Pires Franco Neto (né à Belém le 18 juin 1960) est un journaliste et homme politique brésilien. Il présente les programmes télévisés de Liberal News entre 1982 et 1992, jusqu'à son élection en tant que conseiller municipal de Belém par le PFL,.
Deux ans plus tard, il est élu député fédéral, puis réélu pour trois mandats. Il est marié à la journaliste et ancienne gouverneure adjointe du Pará Valéria Pires Franco.